# Ian Pooley
Ian Pooley, pseudoniem van Ian Pinnekamp (Mainz, 1975) is een Duitse diskjockey en muziekproducent.
Hij gebruikt veel samples uit bestaande muziek; zijn albums "Meridian" en "Since Then" kunnen als tech-house (een genre tussen techno en house) worden aangemerkt, aangevuld met Braziliaanse invloeden. Voor deze albums maakte hij veel remixen en eigen producties die meer techno georiënteerd zijn.
Hij heeft enkele dansklassiekers uitgebracht als "Celtic Cross" en "Chord Memory".
Na een lange periode bij V2 Records, waar Pooley meerdere albums produceerde, is hij zijn eigen platenlabel begonnen: Pooled Music.